# NGC 4894
NGC 4894 је лентикуларна галаксија у сазвежђу Береникина коса која се налази на NGC листи објеката дубоког неба.
Деклинација објекта је + 27° 58' 1" а ректасцензија 13h 0m 16,7s. Привидна величина (магнитуда) објекта NGC 4894 износи 15,0 а фотографска магнитуда 16,0. NGC 4894 је још познат и под ознакама CGCG 160-247, DRCG 27-122, PGC 44732.